# Вьенна (река)
Вье́нна (фр. Vienne ) — река на западе Франции, один из крупных притоков Луары (левый).
Истоки Вьенны находится на плато Мильваш в Центральном массиве. Высота истока — 859 м над уровнем моря. Образуется после слияния двух ручьёв расположенных, на 860 м и 885 м над уровнем моря вблизи деревни Мильваш. Протекает через пять департаментов; в департаменте Вьенна Верхняя на реке стоит город Лимож.
Длина 372 км, со средним расходом воды 210 м³/с. Площадь бассейна 21105 км². Паводок зимой, с декабря по март включительно максимум в январе-феврале, средний расход воды между 290 и 362 м³/с. Самый низкий уровень воды в реке летом, в период с июля по сентябрь включительно. Основные притоки: Крёз (правый), Клен (левый).
Судоходна на 75 км от устья.